# Liberty Memorial

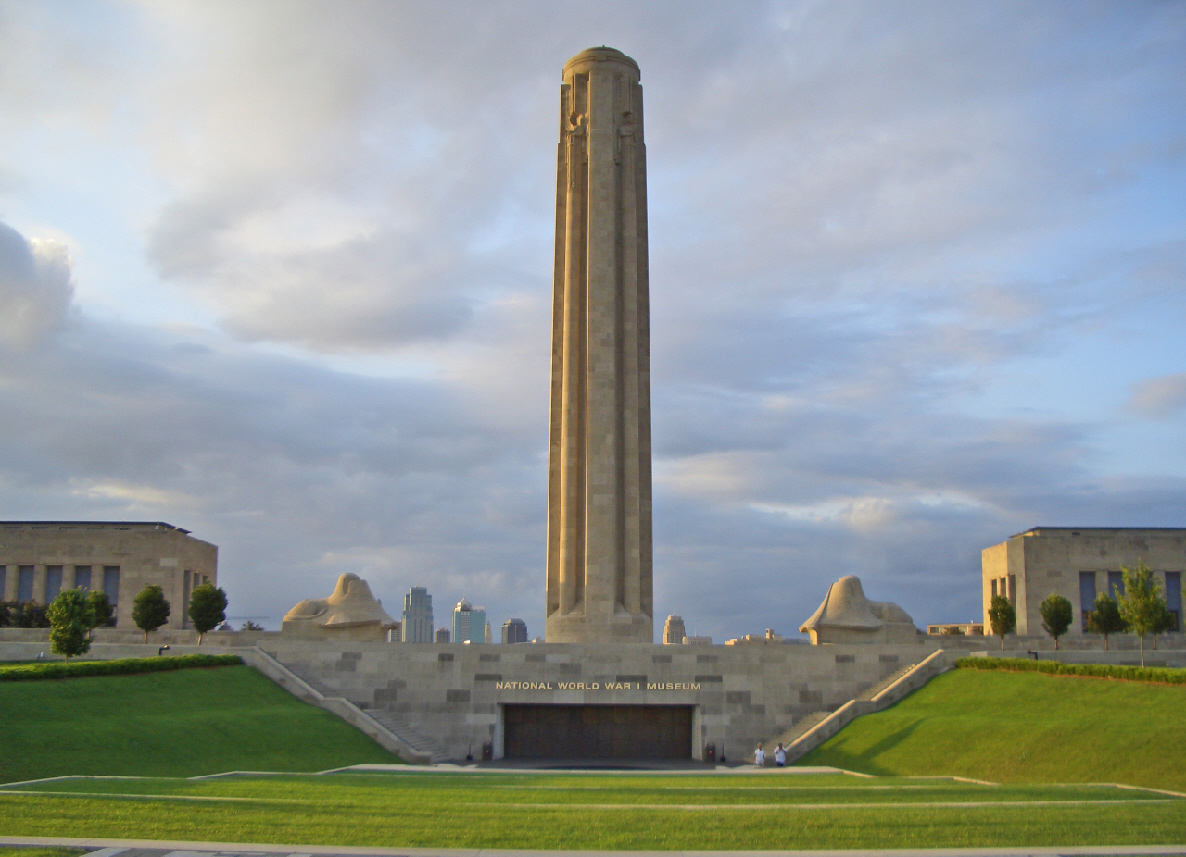
Het Liberty Memorial

Het Liberty Memorial is een oorlogsmonument ter ere van de Amerikaanse soldaten in de Eerste Wereldoorlog en bevindt zich in Kansas City, Missouri, Verenigde Staten. Het omvat ook het National World War I Museum.
Op 21 september 2006 werd het Liberty Memorial door Dirk Kempthorne, Secretary of the Interior (Minister van Binnenlandse Zaken) tot National Historic Landmark uitgeroepen.

## Geschiedenis
Het memoriaal in het Penn Valley Park werd ontworpen door Harold Van Buren Magonigle die de ontwerpwedstrijd won. Meerdere beeldhouwers, waaronder Robert Ingersoll Aitken werkten eraan mee. De toegangen zijn ontworpen door Wight and Wight.

### Memorial Association
Bij het einde van de Eerste Wereldoorlog, 11 november 1918, waren talrijke inwoners van Kansas en Missouri gesneuveld, en een beweging ontstond om een monument op te richten ter ere van de overledenen en de oorlogsveteranen. Een groep van 40 vooraanstaande burgers richtte een comité op: de Memorial Association, die de filantroop Robert A. Long - die zelf een grote som inbracht - als voorzitter koos. Andere leden waren:
- James Madison Kemper, schatbewaarder
- Jesse Clyde Nichols, bouwpromotor
- William Volker, zakenman en filantroop, hielp de stad om het nodige land aan te kopen
- George Kessler landschapsarchitect, ontwierp de omgeving van het memoriaal

De gemeenteraad gaf de opdracht aan deze vereniging om de mogelijkheden voor dit monument en de financiering ervan te onderzoeken. Binnen het jaar hadden meer dan 83.000 sponsors een bedrag van meer dan 2,5 miljoen dollar bijeen gebracht.
De grondwerken begonnen op 1 november 1921. Bij de aanvangsceremonie waren onder andere aanwezig:
- Luitenant-generaal baron Jules Jacques de Dixmude uit België
- Maarschalk Ferdinand Foch uit Frankrijk
- Generaal Armando Diaz uit Italië
- Admiraal David Beatty uit het Verenigd Koninkrijk
- Generaal John Pershing uit de Verenigde Staten

In 1935 werden bas reliefs van Walker Hancock die hen afbeelden, ingehuldigd. Het monument zelf werd in 1926 voltooid en ingewijd op 11 november van dat jaar door president Calvin Coolidge.
Monument en memoriaal worden beheerd door een vereniging zonder winstoogmerk, in samenwerking met het Kansas City Board of Parks and Recreation Commissioners. In 1981 en 2011 werden grootschalige renovatiewerken uitgevoerd.

## Ontwerp
Het gebouw is ontworpen in Egyptisch-eclectische stijl met een kalkstenen buitenkant.
De fundering bestaat uit gezaagd graniet en de muren op het terrein in Indiana kalksteen.
Voor de hoofdingang bovenaan de brede trappen werd gekozen voor bronzen deuren. De muren van de hall op de eerste verdieping zijn in Kasota-steen; gangen en hoofdtrap zijn afgewerkt met Italiaans travertin. Balustrades zijn uit Italiaans marmer gemaakt.

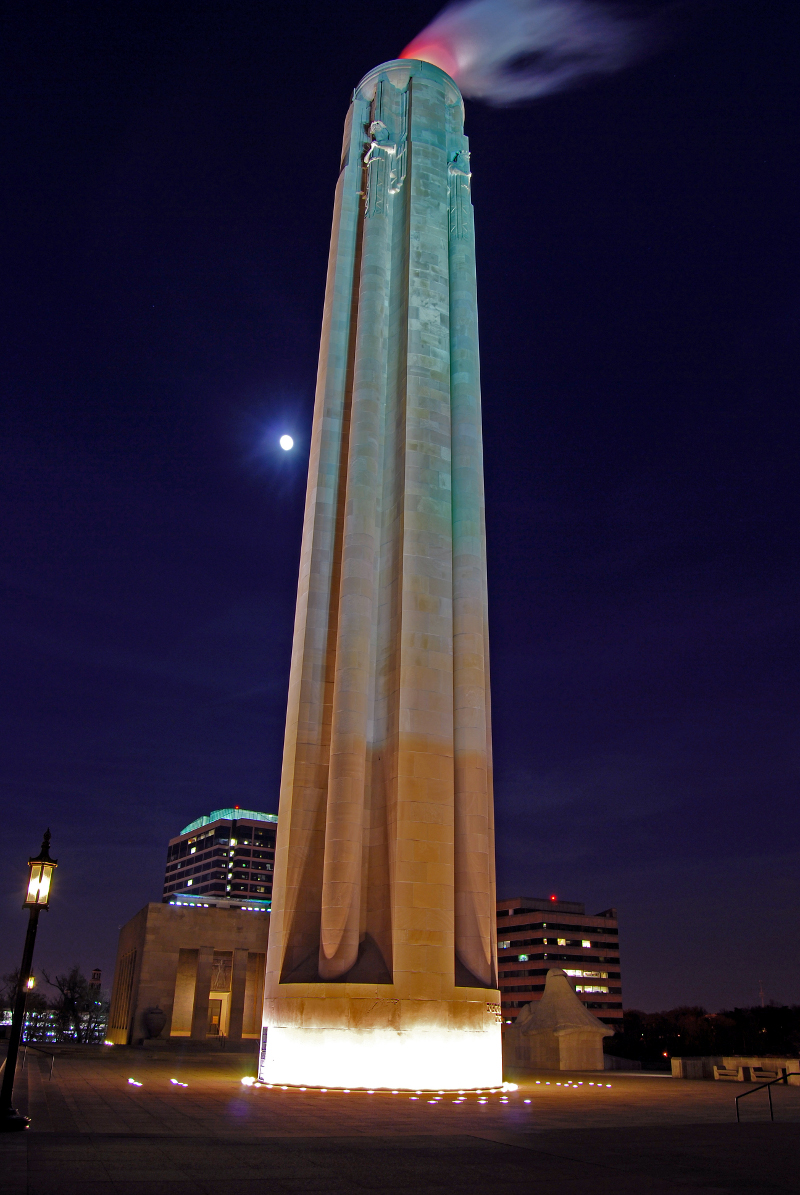
Liberty Memorial 's nachts

. 's Nachts wordt uit de top van de toeren stoom geblazen die verlicht wordt met oranje lampen, wat de illusie geeft van een brandende fakkel.
De omliggende terreinen zijn ontworpen door george Kessler die ook zijn naam gaf aan de straat ten westen van het memoriaal.

## National World War I Museum
Het officiële Museum van de Verenigde Staten over de Eerste Wereldoorlog is hier gevestigd.
Het werd in 2004 door het Amerikaans Congres zo gekwalificeerd. Het werd geopend in december 2006. Het nieuwe ondergrondse complex werd ontworpen door Ralph Appelbaum Associates en vormt een belangrijke uitbreiding van het bestaande deel : de Exhibition Hall en de Memory Hall.
Het museum vertelt het verhaal van de "Grote Oorlog" en aanverwante gebeurtenissen van voor 1914 tot de wapenstilstand van 1918 en de Vredesconferentie van Parijs (1919).
Bezoekers betreden het 3000 m² grote gebouw over een glazen brug over een veld met 9000 klaprozen die elk 1000 gesneuvelde strijdkrachten voorstellen.
Het museum bestaat uit:
- twee theaters met een informatief verhaal voor de bezoekers
- tentoonstelling van voorwerpen uit die tijd, waaronder
  - Renault FT-17 tank
  - uniformen
  - wapens
  - kaarten
  - foto's van legereenheden
  - propaganda - posters
- hedendaagse interactieve displays
- replica van loopgraven
- onderzoekcentrum met bibliotheek: 60.000 documenten en voorwerpen en bijna 6000 boeken
- multifunctionele vergaderzaal en klaslokaal
- museumwinkel
- het "Over There Café"

Gans het jaar door vinden er speciale lezingen, tentoonstellingen, theateropvoeringen en filmvoorstellingen plaats die met de Eerste Wereldoorlog verband houden.
Acteurs Kevin Costner en Louis Gossett jr. maken deel uit van het ere-comité van het museum.

## Trivia

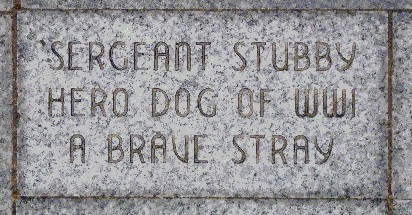
Stubby's naam in het Liberty Memorial, Kansas City.

Ook Sergeant Stubby, en tot sergeant gepromoveerde hond wordt er herdacht.